# François Jacques Guy Faverot de Kerbrech
 (juillet 2019).
Si vous disposez d'ouvrages ou d'articles de référence ou si vous connaissez des sites web de qualité traitant du thème abordé ici, merci de compléter l'article en donnant les références utiles à sa vérifiabilité et en les liant à la section « Notes et références ».
François Jacques Guy Faverot de Kerbrech, né le 7 décembre 1773 à Pontivy en Bretagne et mort le 5 novembre 1853 au château du Nelhouë à Caudan (Morbihan), est un militaire français de la Révolution et de l’Empire, et un général de brigade de la Restauration.

## Biographie
Grenadier au premier bataillon du Morbihan le 1er septembre 1791, caporal le 15 octobre, sergent le 10 novembre, il passe comme sous-lieutenant le 1er décembre de la même année, dans le 41e régiment d'infanterie (ci-devant de la Reine) avec lequel il fait les campagnes de 1792, 1793 et de l'an II à Saint-Domingue. Lieutenant de grenadiers et capitaine au même corps les 21 février et 6 septembre 1793, prisonnier de guerre par les Espagnols, au fort Dauphin le 10 pluviôse an II, et rentré en France par échange vers la fin de l'an III, il est envoyé, le 26 messidor de cette année, à l'armée des côtes de l'Océan, où il sert comme capitaine-adjoint à l'état-major pendant les campagnes des ans III et IV. Il reçoit du général Hoche, comme témoignage de sa satisfaction, un sabre d'honneur.
Passé avec son grade dans les chasseurs à cheval de Lamoureux le 22 brumaire an V, il prend part en l'an V et en l'an VI, aux expéditions d'Irlande. Fait prisonnier par les Anglais sur la frégate l'Immortalité le 29 vendémiaire an VII, il demeure en captivité jusqu'à l'échange, qui a lieu quelque temps après.
Placé comme capitaine-adjoint à l'état-major de l'armée de l'Ouest le 11 floréal suivant, il passe avec son grade à la suite du 3e régiment de dragons le 2 prairial de la même année, et fait les campagnes des ans VIII et IX dans l'Ouest et dans les 14e et 10e divisions militaires. Entré comme chef d'escadron titulaire au 12e régiment de chasseurs à cheval le 6 fructidor an IX. il devint major du 25e de la même arme le 6 brumaire an XII, et membre de la Légion d'honneur le 4 germinal suivant.
Il sert en l'an XIV à l'armée d'Italie et en Allemagne. Officier de la Légion d'honneur le 22 août de cette dernière année, il fait la guerre en Illyrie et en Dalmatie pendant l'année 1810, obtint le grade de colonel du 15e régiment de chasseurs à cheval le 14 octobre 1811, et le titre de chevalier de l'Empire le 14 août 1813. Employé en Espagne de 1812 à 1814, il est blessé de trois coups de sabre, à la tête, à l'épaule et au bras gauche, en chargeant la cavalerie anglaise devant Villodrigo le 28 octobre 1812.
Maintenu à la tête de son régiment à la réorganisation du 15 octobre 1814, il reçoit la croix de Saint-Louis le 26 du même mois. Colonel des hussards du Haut-Rhin (6e régiment) le 24 janvier 1816, chargé de l'organisation de ce corps et fait commandeur de la Légion d'honneur le 1er mai 1821, il est promu au grade de maréchal de camp le 13 octobre suivant ; le roi lui confie une inspection de cavalerie en 1822. Attaché en 1823 au 2e corps de l'armée des Pyrénées, il reçoit la plaque de 4e classe de l'ordre de Saint-Ferdinand d'Espagne le 23 novembre 1823.
Mis en disponibilité à la révolution de juillet 1830, il commande le département de la Haute-Marne en 1832 et 1833, passe dans le cadre de vétérance le 7 décembre 1835, dans celui de non-activité le 28 août 1836, et enfin le 4 août 1839, dans celui de réserve.
Il meurt le 5 novembre 1853, au château du Nelhouë à Caudan.

## Dotation
- Dotation de 2 000 francs de rente annuelle sur les biens réservés en Trasimène le 3 février 1813.

## Armoiries
| Armoiries | Nom du chevalier et blasonnement |
| --------- | --- |
|           | Chevalier François Jacques Guy Faverot de Kerbrech et de l'Empire, lettres patentes du 18 mars 1809. D'or au chevron de gueules occupant le tiers de l'écu et chargé au sommet du signe des chevaliers, accompagné en chef de deux têtes de cheval de sable, et en pointe d'une épée haute en pal d'azur. Livrées : les couleurs de l'écu. |

| Figure | Nom du baron et blasonnement |
| ------ | --- |
|        | Armes du baron François Jacques Guy Faverot de Kerbrech et de l'Empire, décret du 3 février 1813, lettres patentes du 14 août 1813, commandeur de la Légion d'honneur Écartelé ; au premier et quatrième d'or au chevron de gueules, accompagné de trois têtes de cheval coupées de sable, deux en chef, une en pointe ; au deuxième des barons tirés de l'armée ; au troisième de sinople à deux sabres courbes, croisés, adossés, en sautoir, d'argent. Livrées : les couleurs de l'écu, le verd en bordure seulement. |